# Jean VI de Vendôme
Jean VI de Vendôme (mort en 1364), comte de Vendôme et de Castres (1354-1364) de la Maison de Montoire, fils de Bouchard VI et d'Alix de Bretagne.
Il vit surtout à Castres, qui devient comté en 1356 et combat à Poitiers (1356) où il est fait prisonnier. En 1362, une troupe de Gascons et d'Anglais s'emparent de la ville et du château de Vendôme et font prisonnière la comtesse Jeanne de Ponthieu et pillent la région. Plusieurs tentatives de délivrer la ville par les armes échouèrent, et Jean VI dut se résoudre à payer une rançon pour récupérer la ville.
Il épouse vers 1342 Jeanne de Ponthieu et eut :
- Bouchard VII
- Catherine de Vendôme, épouse en 1364 de Jean de Bourbon, comte de La Marche

La Chesnaye Desbois lui attribue une autre fille Jeanne de Vendôme, mariée à Robert Le Vicomte puis en 1345 à  Gilles Cholet, seigneur de Dangeau. L'information est reprise sur plusieurs sites web généalogiques. Un examen  chronologique montre l'impossibilité de cette paternité et l'étude de plusieurs recueil nobiliaires montrent que cette Jeanne de Vendôme est une fille de Jean de Vendôme, seigneur de Feuillet, oncle de Jean VI.